# 1982 w filmie
Wydarzenia filmowe w 1982 roku.

## Wydarzenia
- Film Tango w reżyserii Zbigniewa Rybczyńskiego, zrealizowany w łódzkim Se-ma-forze otrzymał Oskara za najlepszy krótkometrażowy film animowany roku 1982. Nagroda przyznana w roku 1983.
- 30 listopada – powstała wytwórnia TriStar Pictures.

## Premiery

### Filmy polskie
| Data            | Tytuł filmu                  | Kraj   | Reżyseria                     | Obsada |
| --------------- | ---------------------------- | ------ | ----------------------------- | --- |
| 15 lutego       | Miłość ci wszystko wybaczy   | Polska | Janusz Rzeszewski             | Dorota Stalińska, Stanisława Celińska, Bożena Dykiel, Piotr Fronczewski                                                                              |
| 16 lutego       | Nic nie stoi na przeszkodzie | Polska | Hubert Drapella               | Antonina Gordon-Górecka, Tadeusz Janczar, Irena Malkiewicz, Magda Teresa Wójcik                                                                      |
| 1 marca         | Vabank                       | Polska | Juliusz Machulski             | Jan Machulski, Leonard Pietraszak, Witold Pyrkosz, Ewa Szykulska Krzysztof Kiersznowski, Zdzisław Kuźniar, Elżbieta Zającówna, Jacek Chmielnik       |
| 15 marca        | Ryś                          | Polska | Stanisław Różewicz            | Jerzy Radziwiłowicz, Franciszek Pieczka, Piotr Bajor, Ryszarda Hanin                                                                                 |
| 29 marca        | Alicja                       | /      | Jerzy Gruza Jacek Bromski     | Sophie Barjac, Jean-Pierre Cassel, Susannah York, Paul Nicholas, Jack Wild                                                                           |
| 12 kwietnia     | Znachor                      | Polska | Jerzy Hoffman                 | Jerzy Bińczycki, Anna Dymna, Tomasz Stockinger, Bernard Ładysz, Artur Barciś                                                                         |
| 26 kwietnia     | Rdza                         | Polska | Roman Załuski                 | Zygmunt Hübner, Anna Milewska, Lidia Korsakówna, Bożena Baranowska                                                                                   |
| 24 maja         | Zapach psiej sierści         | /      | Jan Batory                    | Izabella Dziarska, Roman Wilhelmi, Boris Arabow, Dobri Dobrew, Emil Dżamdżijew                                                                       |
| 18 czerwca      | Krab i Joanna                | Polska | Zbigniew Kuźmiński            | Jan Nowicki, Liliana Głąbczyńska, Jerzy Kamas, Leon Niemczyk                                                                                         |
| 2 lipca         | „Anna” i wampir              | Polska | Janusz Kidawa                 | Wirgiliusz Gryń, Joanna Kasperska, Mirosław Krawczyk, Leon Niemczyk, Edward Skarga                                                                   |
| 25 lipca        | Niech cię odleci mara        | Polska | Andrzej Barański              | Marek Probosz, Anna Ciepielewska, Bronisław Pawlik, Aleksander Fogiel, Wiesław Gołas                                                                 |
| 26 lipca        | Głosy                        | Polska | Janusz Kijowski               | Ewa Dałkowska, Krzysztof Zaleski, Edmund Fetting, Piotr Fronczewski                                                                                  |
| 16 sierpnia     | Debiutantka                  | Polska | Barbara Sass                  | Dorota Stalińska, Andrzej Łapicki, Elżbieta Czyżewska, Bożena Adamek, Mariusz Benoit                                                                 |
| 23 sierpnia     | W obronie własnej            | Polska | Zbigniew Kamiński             | Beata Tyszkiewicz, Tadeusz Janczar, Teresa Budzisz-Krzyżanowska, Krzysztof Jasiński                                                                  |
| 3 września      | Bołdyn                       | Polska | Ewa Petelska Czesław Petelski | Wirgiliusz Gryń, Tomasz Stockinger, Daria Trafankowska, Marek Lewandowski                                                                            |
| 6 września      | Kłamczucha                   | Polska | Anna Sokołowska               | Małgorzata Wachecka, Grzegorz Matysik, Marek Wójcicki, Ewa Borowik, Irena Kownas                                                                     |
| 13 września     | Konopielka                   | Polska | Witold Leszczyński            | Krzysztof Majchrzak, Anna Seniuk, Joanna Sienkiewicz, Jerzy Block, Marek Siudym                                                                      |
| 20 września     | Dolina Issy                  | Polska | Tadeusz Konwicki              | Anna Dymna, Maria Pakulnis, Danuta Szaflarska, Ewa Wiśniewska, Edward Dziewoński Krzysztof Gosztyła, Jerzy Kamas, Jerzy Kryszak, Maciej Mazurkiewicz |
| 22 września     | Spokojne lata                | Polska | Andrzej Kotkowski             | Gabriela Kownacka, Krzysztof Wakuliński, Ewa Dałkowska, Wojciech Pszoniak, Halina Golanko                                                            |
| 4 października  | Wierne blizny                | Polska | Włodzimierz Olszewski         | Jan Frycz, Andrzej Precigs, Bogusław Linda, Jadwiga Kuryluk, Adam Ferency                                                                            |
| 11 października | Mężczyzna niepotrzebny!      | Polska | Laco Adamik                   | Jolanta Buszko, Elżbieta Karkoszka, Jerzy Kryszak, Jan Bógdoł, Marzena Trybała                                                                       |
| 18 października | Czwartki ubogich             | Polska | Sylwester Szyszko             | Waldemar Kownacki, Grażyna Dyląg, Marzena Trybała, Włodzimierz Musiał                                                                                |
| 15 listopada    | Karabiny                     | Polska | Waldemar Podgórski            | Ignacy Gogolewski, Jerzy Janeczek, Sławomira Łozińska, Krzysztof Chamiec                                                                             |
| 25 listopada    | Przeprowadzka                | Polska | Jerzy Gruza                   | Olgierd Łukaszewicz, Wojciech Pszoniak, Krystyna Stankiewicz, Zbigniew Bator                                                                         |
| 29 listopada    | Amnestia                     | Polska | Stanisław Jędryka             | Michał Juszczakiewicz, Anna Chodakowska, Emilia Krakowska, Monika Stefanowicz                                                                        |
| 2 grudnia       | Krzyk                        | Polska | Barbara Sass                  | Dorota Stalińska, Stanisław Igar, Krzysztof Pieczyński, Iga Cembrzyńska                                                                              |
| 26 grudnia      | Dziewczyna i chłopak         | Polska | Stanisław Loth                | Anna Sieniawska, Wojciech Sieniawski, Stanisław Mikulski, Barbara Sołtysik                                                                           |
| 26 grudnia      | Wyjście awaryjne             | Polska | Roman Załuski                 | Bożena Dykiel, Jerzy Michotek, Maria Gładkowska, Andrzej Golejewski, Krzysztof Kowalewski                                                            |

### Filmy zagraniczne
- Rocky III – reż. Sylvester Stallone
- Conan Barbarzyńca
- Das Boot
- Fanny i Aleksander
- Gandhi
- Grease 2
- E.T. – reż. Steven Spielberg
- Łowca androidów
- Nieustające wakacje – reż. Jim Jarmusch
- Police Squad! – reż. Jim Abrahams, David Zucker, Jerry Zucker
- Rok niebezpiecznego życia (The Year of Living Dangerously) – reż. Peter Weir
- Świat według Garpa (The World According to Garp) – reż George Roy Hill
- Tron
- Tootsie
- Wybór Zofii
- Duch
- Władca zwierząt
- Kontrakt rysownika
- Coś
- Ah Q zheng zhuan
- Bazaar – reż. Sagar Sarhadi

## Nagrody filmowe

### Oscary
- Najlepszy film – Gandhi
- Najlepszy aktor – Ben Kingsley Gandhi
- Najlepsza aktorka – Meryl Streep – Sophie's Choice
- Wszystkie kategorie: 55. ceremonia wręczenia Oscarów

### Festiwal w Cannes
- Złota Palma: ex æquo
  - Costa Gavras – Zaginiony (Missing)
  - Yılmaz Güney – Droga (Yol)

### Festiwal w Berlinie
- Złoty Niedźwiedź: Rainer Werner Fassbinder – Tęsknota Veroniki Voss

### Festiwal w Wenecji
- Złoty Lew: Wim Wenders – Stan rzeczy

## Urodzili się
- 29 stycznia – Agnieszka Kawiorska, polska aktorka
- 3 marca:
  - Jessica Biel, amerykańska aktorka
  - Bartosz Obuchowicz, polski aktor
- 11 marca – Thora Birch, amerykańska aktorka
- 19 kwietnia – Aneta Zając, polska aktorka
- 24 kwietnia – Kelly Clarkson, amerykańska piosenkarka i aktorka
- 30 kwietnia – Kirsten Dunst, amerykańska aktorka
- 2 maja – Chiara Gensini, włoska aktorka
- 24 lipca – Anna Paquin, kanadyjsko-nowozelandzka aktorka
- 30 listopada – Elisha Cuthbert, kanadyjska aktorka
- 30 grudnia – Kristin Kreuk, kanadyjska aktorka

## Zmarli
- 5 marca – John Belushi, aktor amerykański (ur. 1949)
- 29 maja – Romy Schneider, aktorka austriacka (ur. 1938)
- 10 czerwca – Rainer Werner Fassbinder, niemiecki reżyser i aktor (ur. 1945)
- 18 czerwca – Curd Jürgens, aktor austriacki (ur. 1915)
- 25 czerwca – Anatolij Gołownia, radziecki operator (ur. 1900)
- 12 sierpnia – Henry Fonda, aktor amerykański (ur. 1905)
- 16 sierpnia – Józef Wyszomirski, aktor i reżyser polski (ur. 1909)
- 29 sierpnia – Ingrid Bergman, aktorka szwedzka (ur. 1915)
- 14 września – Grace Kelly amerykańska aktorka, księżna Monako (ur. 1929)
- 4 listopada – Jacques Tati, francuski aktor i reżyser (ur. 1907)
- 2 grudnia – Marty Feldman, brytyjski aktor, scenarzysta i reżyser (ur. 1934)